# Pussmun
Pussmun (Nematanthus gregarius) är en art i familjen gloxiniaväxter från Brasilien. Arten odlas som krukväxt i Sverige.
Pussmun är en epifytisk halvbuske eller buske.

## Synonymer
- Columnea radicans (Klotzsch & Hanst.) Kuntze
- Hypocyrta radicans Klotzsch & Hanstein
- Nematanthus radicans (Hanst.) H.E.Moore nom. illeg.